# Edinburgh
Edinburgh (Et-điêng-bơ) là thủ đô của Scotland và là thành phố lớn thứ hai của Scotland.
Thành phố nằm ở Đông Nam của Scotland, bờ Đông Vành đai miền Trung của Scotland, bên bờ Nam của vịnh Firth of Forth, bờ Biển Bắc. Do vị trí nằm trên một địa hình đồi núi và có nhiều nhà ở kiến trúc thời George và kiến trúc Trung cổ nên Edinburgh là một trong những thành phố gây ấn tượng sâu sắc nhất châu Âu.
Edinburgh là thủ đô của Scotland từ năm 1437 (thay thế Scone) và là nơi có trụ sở của Quốc hội Scotland. Đây là một trong những trung tâm Khai sáng lớn, lãnh đạo bởi Đại học Edinburgh, do đó thành phố có được biệt danh Athens của phía Bắc. Khu vực Phố Cổ và Phố Mới đã được UNESCO công nhận là di sản thế giới năm 1995. Thành phố có 4500 các tòa nhà được đưa vào danh sách công trình có tính lịch sử và kiến trúc đặc biệt. Theo thống kê dân số năm 2001, Edinburgh có tổng dân số 448.624 người.
Edinburgh nổi tiếng vì có Edinburgh Festival hàng năm, kéo dài trong 4 tuần đầu tháng 8. Lễ hội nổi tiếng trong chùm lễ hội này là Edinburgh Fringe (festival nghệ thuật biểu diễn lớn nhất thế giới), Festival quốc tế Edinburgh, Edinburgh Military Tattoo, và Liên hoan Phim quốc tế Edinburgh.
Một số sự kiện nổi bật khác bao gồm lễ hội đường phố Hogmanay ngày (31 tháng 12), Ngày Burns (25 tháng 1), Ngày lễ Thánh Andrew (30 tháng 11) và lễ kỉ niệm Beltane (30 tháng 4).
Thành phố này là một trong những điểm thu hút khách du lịch lớn ở châu Âu, thu hút gần 13 triệu khách mỗi năm, là thành phố có du khách viếng thăm đông thứ hai ở Vương quốc Liên hiệp Anh và Bắc Ireland, sau London.
|  |